# Zoothera terrestris
Zoothera terrestris é uma espécie extinta de ave passeriforme. Foi encontrada apenas na ilha Chichi-jima, no Japão. Alguns especialistas classificam a ave num gênero monotípico separado, o Cichlopasser.